# 浅野公園

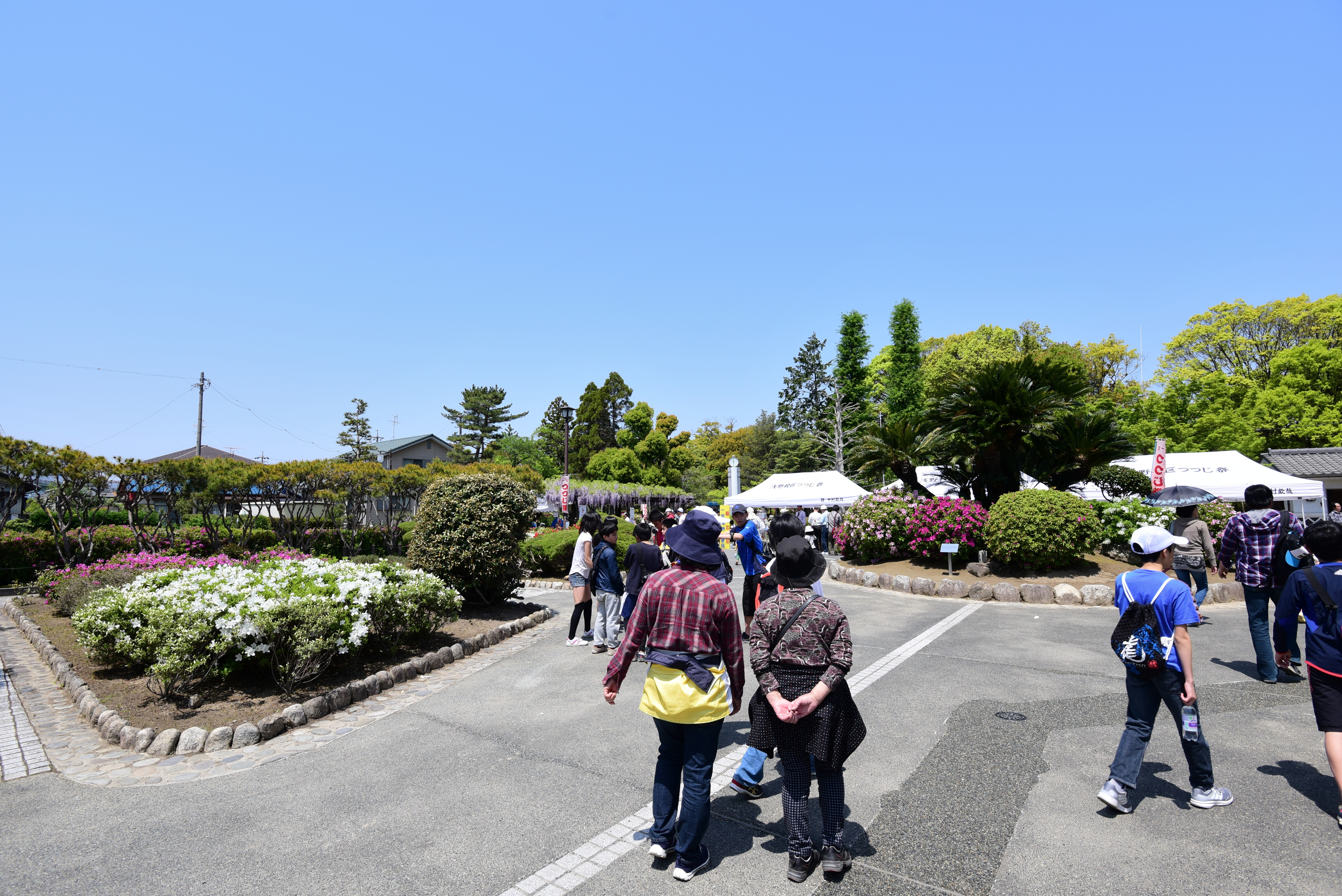
浅野公園のつつじ祭の様子

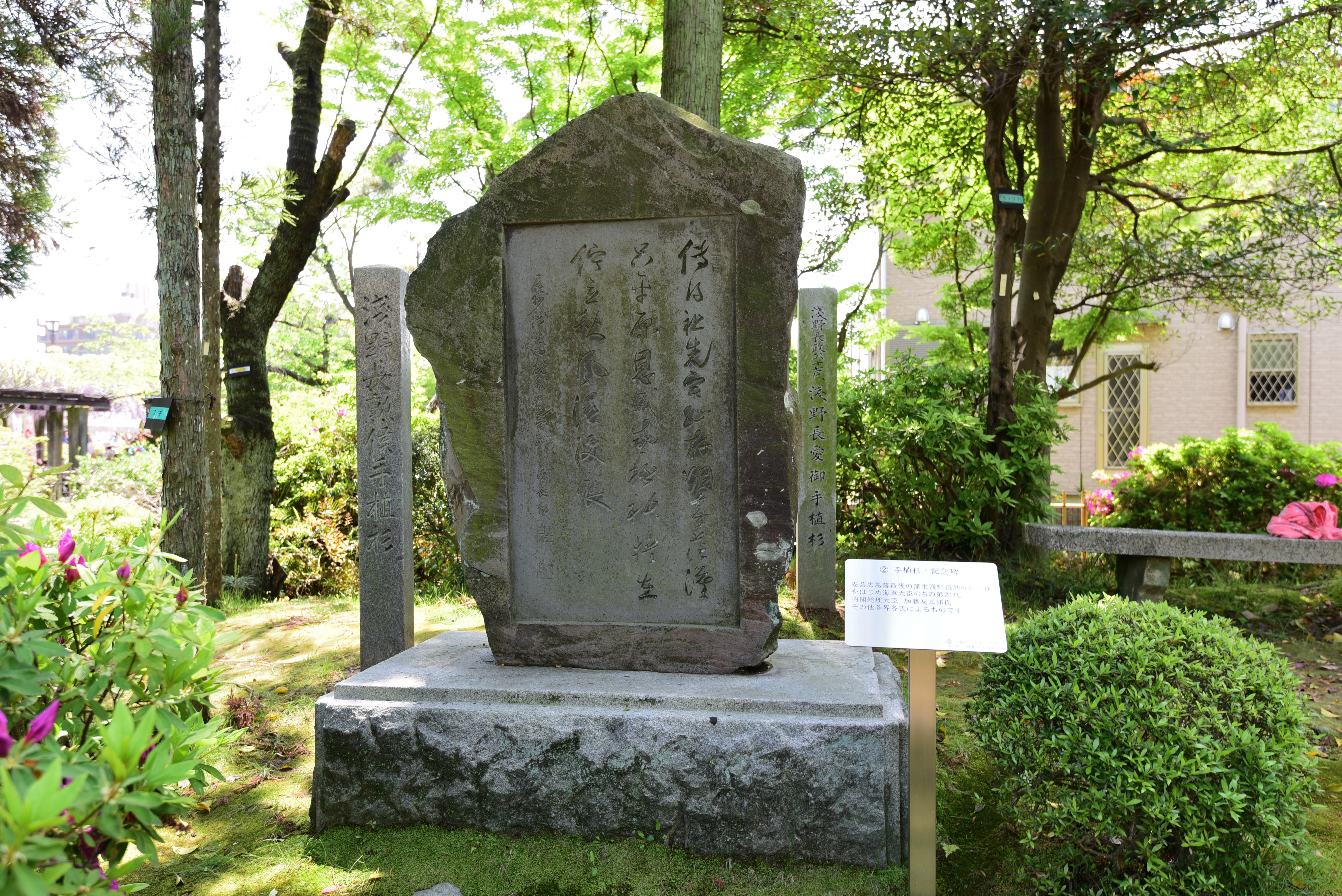
浅野長勲や加藤友三郎などの手植え杉の記念碑

浅野公園（あさのこうえん）は、愛知県一宮市にある都市公園（街区公園）である。一宮市が管理する。
戦国時代の武将、浅野長勝、浅野長政の邸宅跡地である。

## 概要
浅野長政の邸宅跡地を整備した庭園式公園である。1914年（大正3年）に浅野史跡顕彰会が組織され整備し、1917年（大正6年）に開園。1950年（昭和25年）より一宮市が管理している。
広さは0.92ha。周囲は濠で囲まれており、池、庭石、樹木、藤棚、生垣等を配した構造である。
ヒトツバタゴ、やツツジなどが植えられている。特にツツジは約1000本が植樹されており、毎年4月下旬には「つつじ祭」が開催される。

## 所在地
愛知県一宮市浅野字八剱

## 交通

### 公共交通機関
- 名鉄バス「浅野公園」バス停下車。
  - 尾張一宮駅前5番バス停より岩倉駅行き。

### 自動車
- 国道22号浅野交差点、東へ200m。

## その他
- かつての名古屋鉄道一宮線浅野駅が最寄駅であった。元広島藩藩主浅野長勲が先祖である浅野長政旧邸跡を訪れる際、数回にわたり、押切町駅より最寄駅である浅野駅まで臨時列車が運行されたという。このさいには、貴賓車トク1・トク2が使用された。